# Euteleostomi
Euteleostomi — клада хребетних тварин клади Кінцевороті (Teleostomi), чиєю загальною рисою є складна будова скелета. У попередніх (некладистичних) класифікаціях члени групи поділялися між кістковими рибами і чотириногими.